# World League di pallavolo 2002
La XIII World League di pallavolo si svolse dal 27 giugno al 18 agosto 2002. Dopo la fase a gironi, la fase finale, a cui si qualificarono le prime squadre classificate nei quattro gironi di qualificazione, le tre migliori seconde e il Brasile, paese ospitante, si disputò dal 13 al 18 agosto a Belo Horizonte e Recife, in Brasile. La vittoria finale andò per la prima volta alla Russia.

## Squadre partecipanti
Europa:
- Francia
- Germania
- Grecia
- Italia
- Jugoslavia
- Paesi Bassi
- Polonia
- Portogallo
- Russia
- Spagna

America:
- Argentina
- Brasile
- Cuba
- Venezuela

Asia:
- Cina
- Giappone

## Gironi
| Gruppo A                             | Gruppo B                     | Gruppo C                         | Gruppo D                           |
| ------------------------------------ | ---------------------------- | -------------------------------- | ---------------------------------- |
| Argentina Brasile Polonia Portogallo | Cina Italia Spagna Venezuela | Cuba Germania Paesi Bassi Russia | Francia Grecia Jugoslavia Giappone |

## Fase finale

### Finali 1º e 3º posto - Belo Horizonte
|  | Semifinali | Semifinali | Semifinali |        |         | Finale          | Finale          | Finale          |  |
|  |            |            |            |        |         |                 |                 |                 |  |
|  | Brasile    | Brasile    | 3          |        |         |                 |                 |                 |  |
|  | Brasile    | Brasile    | 3          |        |         |                 |                 |                 |  |
|  | Jugoslavia | Jugoslavia | 2          |        |         |                 |                 |                 |  |
|  | Jugoslavia | Jugoslavia | 2          |        | Brasile | Brasile         | 1               |                 |  |
|  |            |            |            |        | Brasile | Brasile         | 1               |                 |  |
|  |            |            | Russia     | Russia | 3       |                 |                 |                 |  |
|  | Russia     | Russia     | Russia     | Russia | 3       | 3               |                 |                 |  |
|  | Russia     | Russia     |            |        |         | 3               |                 |                 |  |
|  | Italia     | Italia     | 1          |        |         | Finale 3º posto | Finale 3º posto | Finale 3º posto |  |
|  | Italia     | Italia     | 1          |        |         |                 |                 |                 |  |
|  |            |            |            |        |         |                 |                 |                 |  |
|  |            |            |            |        |         | Jugoslavia      | Jugoslavia      | 3               |  |
|  |            |            |            |        |         | Jugoslavia      | Jugoslavia      | 3               |  |
|  |            |            |            |        |         | Italia          | Italia          | 1               |  |

## Podio

### Campione
Formazione: 2 Vadim Chamutckich, 4 Ruslan Olichver, 5 Pavel Abramov, 8 Evgenij Mit'kov, 9 Sergej Tetjuchin, 10 Roman Jakovlev, 11 Konstantin Ušakov, 12 Taras Chtej, 13 Andrej Egorčev, 14 Aleksandr Kosarev, 15 Aleksandr Gerasimov, 18 Aleksej Kulešov, CT: Guennadi Chipouline

### Secondo posto
Formazione: 3 Giovane Gávio, 5 Henrique Randow, 6 Maurício de Lima, 7 Gilberto de Godoy, 9 André Nascimento, 10 Sérgio dos Santos, 11 Anderson Rodrigues, 12 Nalbert Bitencourt, 13 Gustavo Endres, 14 Rodrigo Santana, 17 Ricardo Garcia, 18 Dante do Amaral, CT: Bernardo de Rezende

### Terzo posto
Formazione: 1 Rajko Jokanović, 2 Goran Marić, 4 Bojan Janić, 6 Slobodan Boškan, 7 Đula Mešter, 8 Vasa Mijić, 9 Nikola Grbić, 10 Vladimir Grbić, 12 Andrija Gerić, 13 Goran Vujević, 14 Ivan Miljković, 18 Igor Vušurović, CT: Zoran Gajić

## Classifica finale
| Classifica | Squadre     |
| ---------- | ----------- |
| Oro        | Russia      |
| Argento    | Brasile     |
| Bronzo     | Jugoslavia  |
| 4          | Italia      |
| 5          | Polonia     |
| 5          | Spagna      |
| 7          | Francia     |
| 7          | Paesi Bassi |
| 9          | Argentina   |
| 9          | Cina        |
| 9          | Germania    |
| 9          | Grecia      |
| 13         | Cuba        |
| 13         | Giappone    |
| 13         | Portogallo  |
| 13         | Venezuela   |

## Premi individuali
- Miglior realizzatore: Ivan Miljković
- Miglior schiacciatore: Pavel Abramov
- Miglior muro: Alexei Koulechov
- Miglior servizio: Vadim Chamutckich
- Miglior palleggiatore: Vadim Chamutckich
- Miglior ricevitore: Pavel Abramov
- Miglior difesa: Sérgio dos Santos